# Кольо Колев (щангист)
Кольо Колев е български състезател по вдигане на тежести.
Роден е през 1965 г. Става неколкократен републикански, европейски и световен шампион за юноши. Печели 1-во място на Европейското първенство през 1992 г. Тогава е в отбор с Йото Йотов, Иван Иванов и други известни български щангисти от онова поколение.